# Shahin Baghirov
Shahin Soltan oglu Baghirov (en azerí: Şahin Soltan oğlu Bağırov; 12 de enero de 1965, Bakú) es Presidente del Comité Estatal de Aduanas de la República de Azerbaiyán, teniente general del Servicio de Aduanas.Es el titular de todas las clases de la orden "Por el servicio a la patria".

## Biografía
Shahin Baghirov nació el 12 de enero de 1965 en la ciudad de Bakú. Se graduó de la facultad de economía de la Universidad Estatal de Vorónezh en 1986. También estudió en la Academia de Aduanas de Rusia y se graduó en 2003. En 2004 obtuvo su doctorado en Economía por la misma academia.
Desde 1992 empezó a trabajar en los departamentos del Comité Estatal de Aduanas. Entre los años 2014 y 2018 fue viceministro del Comité. El 18 de julio de 2022, por orden del presidente de Azerbaiyán, fue designado primer vicepresidente y presidente en funciones del Comité Estatal de Aduanas.
El 14 de febrero de 2023, por orden del presidente de Azerbaiyán, Ilham Aliyev, Shahin Baghirov fue nombrado Presidente del Comité Estatal de Aduanas de la República de Azerbaiyán.
El 28 de enero de 2005 se le otorgó el grado supremo especial de mayor general de Servicio de Aduanas y el 3 de febrero de 2014, teniente general de Servicio de Aduanas.
El 11 de enero de 2025 recibió la orden de primer grado "Por el servicio al país" por sus servicios en el desarrollo de los asuntos aduaneros en la República de Azerbaiyán y su actividad eficaz a largo plazo en las autoridades aduaneras.